# Malaca
Malaca (em malaio, Melaka) é o terceiro menor estado da Malásia.
Embora Malaca já tenha sido um dos mais antigos sultanatos malaios, o estado atualmente não é governado por um sultão e sim por um governador (Yang di-Pertua Negeri).
Em 2008 foi declarada Património Mundial pela UNESCO. Da presença portuguesa na cidade sobrevivem a Igreja de São Paulo e a Porta de Santiago da Fortaleza de Malaca, conhecida como "A Famosa".

## Etimologia e uso
Segundo J.P. Machado, a etimologia do topónimo português Malaca é controversa, embora seja provável uma origem malaia; João de Barros regista que o termo na língua local significaria "homem desterrado". Alternativamente, outros autores apontam um termo sânscrito (malaca) para a árvore Phyllantus emblica, abundante na região, como a origem do topónimo. O primeiro registo da forma "Malaca" em português parece ser em Gil Vicente, datado de 1562; fontes escritas anteriores adotavam as grafias "Melequa" e "Melaca". O gentílico "malaquês", formado com base no topónimo, é encontrado em português a partir de 1552.
No Brasil, o topônimo aparece com acentuação diversa: "Málaca".

## História

### Sultanato de Malaca
As origens precisas de Malaca são controversas. Ao que parece, foi fundada por Parameswara, um príncipe proveniente de Palimbão, em Serivijaia (um reino malaio em Sumatra), que fugiu de Sumatra em seguida a um ataque majapaita em 1377. Ao chegar a Malaca em cerca de 1400, encontrou um bom porto, acessível em todas as estações e, do ponto de vista estratégico, um dos pontos mais estreitos do Estreito de Malaca.
Segundo uma lenda popular, Parameswara descansava sob uma árvore próximo a um rio, durante uma caçada, quando um cervo-rato empurrou um de seus cães de caça rio adentro. Impressionado com a coragem do animal e com o que considerou um bom presságio, Parameswara teria decidido fundar ali um império, chamando-o Melaka, nome da árvore sob a qual ele se havia abrigado.Ver Etimologia e uso Parameswara converteu-se ao Islão em 1414 e passou a chamar-se 'Sultão Iskandar Xá'.
Com a colaboração dos povos do mar (orang laut) — corsários proto-malaios dos Estreitos, Parameswara fez de Malaca um grande porto internacional, ao compelir os navios de passagem a aportar ali e ao estabelecer instalações confiáveis e justas para depósito e comércio. O Sultão Iskandar Xá faleceu em 1424, sucedendo-lhe seu filho.
A prosperidade de Malaca atraiu a invasão dos siameses. Entretanto, os ataques de 1446 e 1456 foram repelidos por Tun Perak. O desenvolvimento de relações entre Malaca e a China foi uma decisão estratégica para prevenir outros ataques siameses.
Devido a sua localização estratégica, Malaca foi um posto avançado importante da frota de Jeng He. Levou consigo Hang Li Po, alegadamente uma princesa chinesa do imperador ming, para casar-se com o Sultão Mansur Xá. Os 500 serviçais que a acompanharam casaram-se com os habitantes locais e assentaram-se em Bukit Cina.
No seu auge, Malaca era um sultanato poderoso que controlava o sul da Península Malaia e grande parte de Sumatra. Sua presença impediu o avanço dos siameses na direção sul e possivelmente acelerou o declínio de seu rival, o Império Majapahita de Java. Malaca também desempenhou um papel-chave na disseminação do Islão no Arquipélago Malaio.

### Colonização europeia

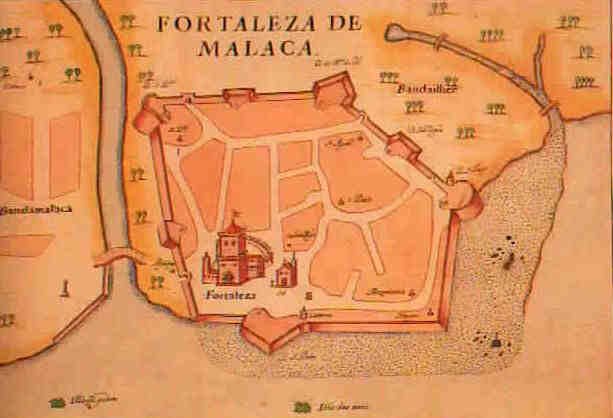
"Fortaleza de Malaca" (António Bocarro. Livro das Plantas de Todas as Fortalezas. 1635).

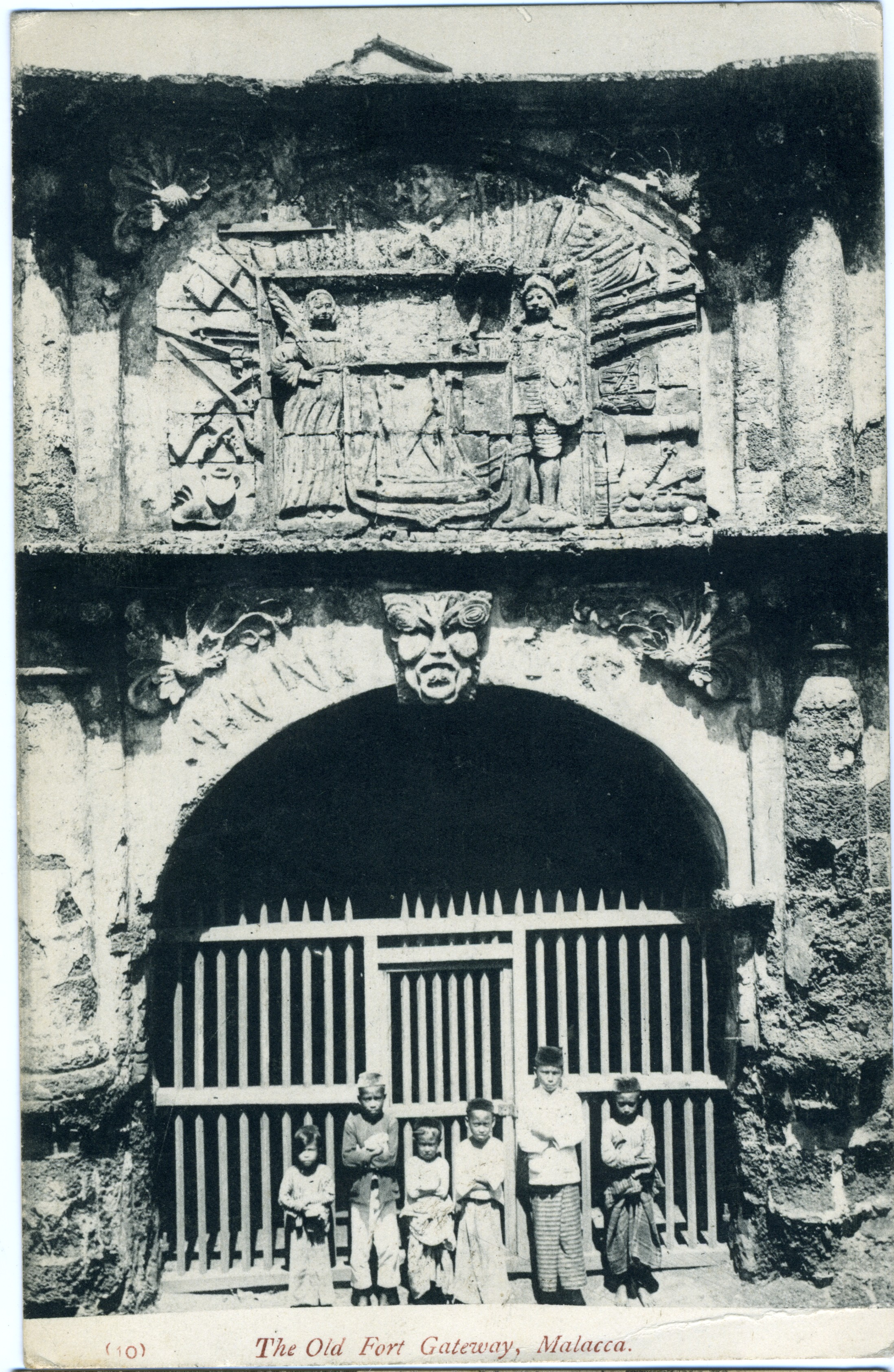
"A Famosa": Porta de Santiago (detalhe em antiga foto).

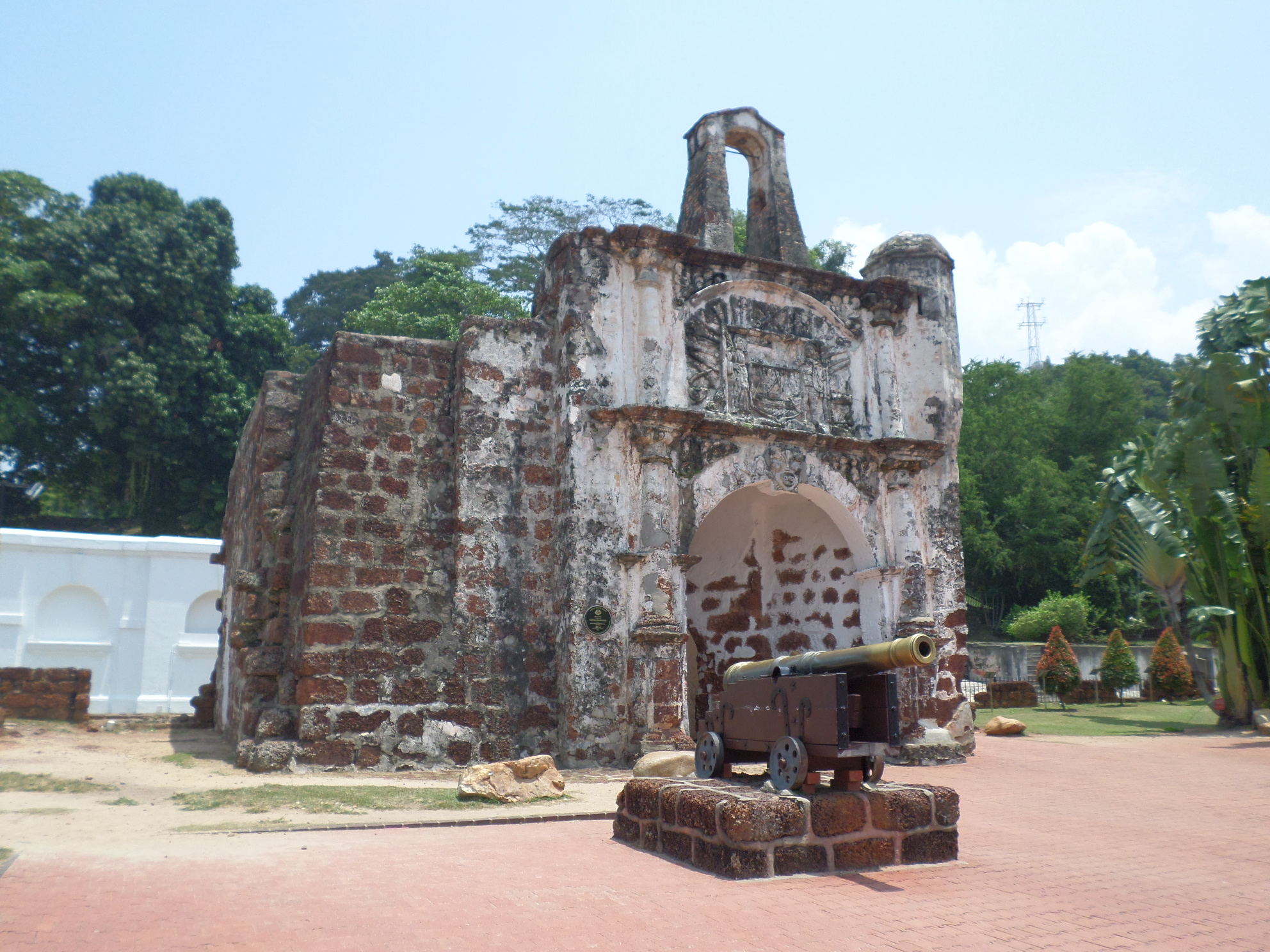
"A Famosa": Porta de Santiago.

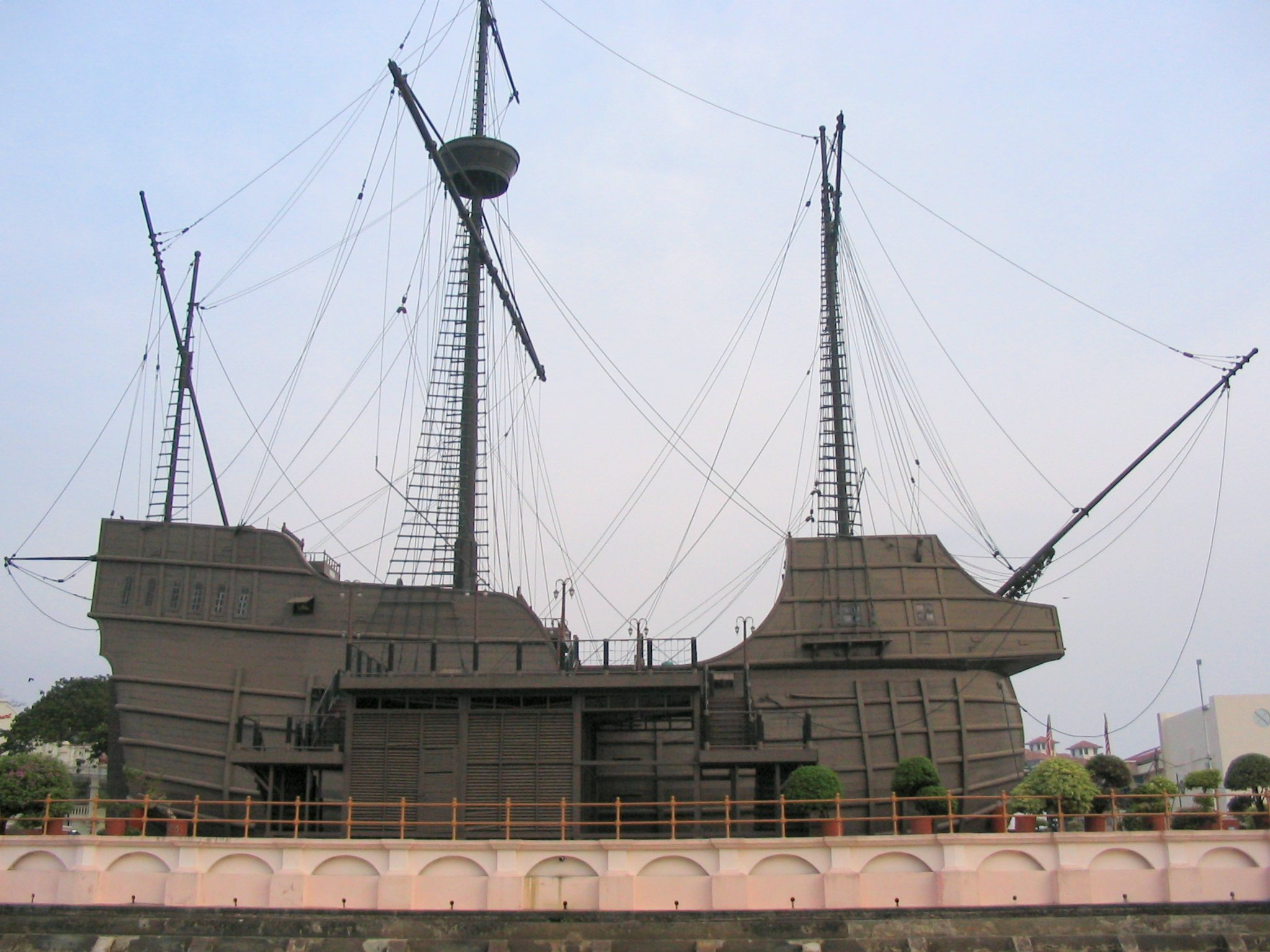
Museu do navio português, no rio Malaca.

Em abril de 1511, Afonso de Albuquerque zarpou de Goa para Malaca com uma força de cerca de 1 200 homens e 17 ou 18 navios. Malaca tornou-se uma base estratégica para a expansão portuguesa nas Índias Orientais, subordinada ao Estado Português da Índia. Mahmud Xá, último sultão de Malaca, refugiou-se no interior, de onde empreendia ataques intermitentes por terra e mar. Entrementes, para defender a cidade, os portugueses ergueram um forte (cuja porta, chamada "A Famosa", ainda existe). Em 1521 o Capitão Duarte Coelho Pereira construiu a igreja de Nossa Senhora do Monte. Em 1526, uma grande força de navios portugueses comandada por Pedro Mascarenhas (c. 1484-1555) foi enviada para destruir Bintan, onde estava Mahmud. O sultão fugiu com sua família para Sumatra, do outro lado do estreito, onde veio a falecer dois anos depois.
Logo ficou claro que o controle português de Malaca não significava o controle do comércio asiático que por ali passava. Seu domínio sobre o local sofria com dificuldades administrativas e económicas. Em vez de concretizar sua ambição de controlar o comércio asiático, o que os portugueses haviam logrado fora desorganizar a rede mercantil da região. Desaparecera o porto centralizador do comércio e, com ele, o Estado que policiava o estreito de Malaca. O comércio espalhou-se por diversos portos em meio a embates militares no estreito.
O missionário jesuíta Francisco Xavier passou vários meses em Malaca em 1545, 1546 e 1549. Em 1641, forças da Companhia Neerlandesa das Índias Orientais bateram os portugueses e capturaram Malaca com o apoio do sultão de Johore. Os neerlandeses governaram Malaca de 1641 a 1795, mas não se interessaram em desenvolvê-la como centro comercial, preferindo enfatizar o papel de Batávia (atual Jacarta).
Malaca foi cedida aos britânicos pelo tratado Anglo-Neerlandês de 1824, em troca de Bencoolen, em Sumatra. Entre 1826 e 1946, Malaca foi governada pela Companhia Britânica das Índias Orientais e, em seguida, como uma colónia da Coroa. Integrava os Estabelecimentos dos Estreitos, juntamente com Singapura e Penang. Com a dissolução desta colónia, Malaca e Penang tornaram-se parte da União Malaia (atual Malásia).

## Geografia
O estado de Malaca ocupa uma área de 1 650 kmª, equivalente a 1,3% da superfície da Malásia. Divide-se em três distritos: Malaca Central (Melaka Tengah, com 314 km²), Alor Gajah (660 km²) e Jasin (676 km²).
Malaca encontra-se no litoral sul-ocidental da Península Malaia, defronte a ilha de Sumatra, com o estado de Negeri Sembilan ao norte e Joor a leste. Dista 148 km ao sul da capital Kuala Lumpur, e 245 km ao norte de Singapura. A capital do estado, a cidade de Malaca, está localizada estrategicamente entre as duas capitais nacionais (Kuala Lumpur e Singapura) e conta com excelentes ligações rodoviárias. Embora não possua uma estação ferroviária, Malaca é servida por um aeroporto doméstico, localizado na cidade de Batu Berendam.

## Demografia
Em 2007, o estado de Malaca tinha 759 000 habitantes. Compõe-se de:
- malaios: 57%;
- chineses: 32%;
- indianos: uma minoria importante;
- cristang, um povo com antepassados portugueses: uma pequena comunidade.

As principais cidades do estado de Malaca são a capital, Malaca, e Alor Gajah, Masjid Tanah, Jasin, Merlimau, Pulau Sebang e Ayer Keroh.

## Economia
Os setores mais importantes da economia do estado são o turismo e a produção de bens manufaturados, de alimentos a produtos ao consumidor, de auto-peças a peças eletrônicas. Empresas dos Estados Unidos, Alemanha, Japão, Taiwan e Singapura mantêm fábricas na área.